# Duitse militaire begraafplaats in Borgeln
De Duitse militaire begraafplaats in Borgeln in de gemeente Welver is een militaire begraafplaats in Noordrijn-Westfalen, Duitsland. Op de begraafplaats liggen omgekomen Duitse militairen uit de Tweede Wereldoorlog.

## Begraafplaats
Op de kleine begraafplaats rusten twaalf Duitse militairen. Allen kwamen om tijdens de strijd om het Ruhrgebied, dat plaatsvond aan het einde van de oorlog.